# Дубен
Дубен — археологічна пам'ятка, городище давньоруського часу порубіжне з Київською землею, літописне волинське місто (нині територія міста Дубно Рівненської області).

## Розташування
Розташововане над річкою Іква (притока Стиру, басейн Дніпра), на той час — серед непролазних боліт.

## Історія
Вперше згадується в «Повісті временних літ» під 1100, коли Давид Ігорович на Витечівському з'їзді 1100 одержав Дубен і ще кілька другорядних міст Волині замість міста Володимира:

…В літо 6608 (1100) брати уклали мир між собою, Святополк, Володимир, Давид, Олег в Уветичах, місяця серпня в 10-й день. І прийшов до них Давид Ігорович і сказав їм: «Нащо ви мене прикликали? От я. У кого на мене образа?» І відповів йому Володимир: «Ти сам прислав до нас: „Хочу, браття, прийти до вас і поскаржитись за свої образи“. Так от ти прийшов і сидиш із своїми братами на одному килимі — тож чому не скаржишся, до кого із нас твоя образа?»
І не відповів Давид нічого.
І стали всі браття на коней; і став Святополк зі свою дружиною, а Давид і Олег зі свою нарізно один від одного. А Давид Ігорович сидів осторонь, і не підпустили його до себе, але окремо радились про Давида.
І, порадившись, послали до Давида мужів своїх: Святополк — Путяту, Володимир — Орогостя і Ратибора, Давид і Олег — Торчина. Послані ж прийшли до Давида і сказали йому: "От що говорять тобі браття: «Не хочемо тобі дати столу Володимирського, тому що ввігнав ніж у нас, чого не було ще в Руській землі. Але ми ж тебе хапати не будемо і якогось іншого зла не зробимо, але от що тобі даємо: іди і сідай у Божеському, в Острозі, а Дубен і Чорторийськ дає тобі Святополк…»

Не раз у літописі йде мова про сутички волинських і київських князів поблизу Дубна.

## Дослідження
Літописне городище відкрив у 1946 році місцевий археолог та музейний працівник Михайло Островський.
Під час розвідувальних робіт виявлено культурний шар доби Київської Русі з керамікою, залізними та бронзовими виробами.
У 1995 році під керівництвом доктора історичних наук І. К. Свєшнікова було розпочате археологічне вивчення території Дубенського замку. Розкопки засвідчили, що на замковому узвишші княжий Дубен існував вже з кінця X — початку XI століть. Було знайдено залишки хати з розваленою кам'яною піччю, фрагменти горщика, металевого браслета того часу, кахлі, фаянсові вироби, оздоблені рідкісним стилізованим зображенням ягід малини, різне хатнє начиння та ремісничі знаряддя праці, вироби з металу — підківки до чобіт, замок, ключі, ножі.